# Кугланур
 Кугланур  — село в Шарангском районе Нижегородской области в составе Большерудкинского сельсовета.

## География
Расположена на расстоянии примерно 7 км на северо-восток по прямой от районного центра посёлка Шаранга.

## История
Известно с 1873 года как починок Кугланурской (Ромачинской), где было дворов 17 и жителей 128, в 1905 (Кугланур) 57 и 398, в 1926 (уже деревня Кугланур или Ромачи) 58 и 371, в 1950 (Кугланур) 63 и 218.

## Население
Постоянное население составляло 151 человек (русские 96 %) в 2002 году, 140 в 2010.